# 晴乃ピーチク・パーチク
晴乃ピーチク・パーチク（はるのピーチク・パーチク）は、昭和期に活躍した漫才コンビ。

## メンバー
- 晴乃ピーチク（1925年9月28日 - 2007年10月23日）

本名は直井利博（なおいとしひろ）。コンビ解散後は似顔絵漫談家として活動していた。栃木県出身。2007年10月23日、肺がんのため死去、82歳没。趣味は油絵で二科展にも2度入選経験がある。生前は落語芸術協会、漫才協団所属。
- 晴乃パーチク（1926年 - 2000年9月8日）

本名は手塚清三。1963年5月12日、石川県金沢市で橋幸夫コンサートで司会中に軍刀を持った暴漢に襲われて橋と共に怪我をした。2000年9月8日、肝臓がんのため死去、74歳没。

## 来歴
1953年、直井オサムと大沢ミツルでコンビを組み、1961年に「晴乃ピーチク・パーチク」と改名したが、1971年に解散。
「見たかや聞いたかや」のギャグは流行語にもなった。

## 受賞
- 第6回NHK新人漫才コンクール優勝（1959年）
- 文化庁芸術祭賞演芸部門（1990年）※晴乃ピーチクのみ

## 出演

### テレビドラマ
- お妾さん整理します（日産スター劇場）
- 快獣ブースカ 第8話「ロケット騒動」（1966年、NTV / 円谷プロ） - 泥棒
- あひるヶ丘77（1968年、NTV）
- 伝七捕物帳（1973年、テレビ朝日）
- 西部警察
  - 第41話「バニング・レディ」（1980年） - 管理人 ※ピーチクのみ
  - 第47話「笛吹川有情」（1980年） - ホテル支配人 ※ピーチクのみ
- 太陽にほえろ! 第448話「風船爆弾」（1981年、NTV） - 自動車販売店店員 ※ピーチクのみ
- おてんば宇宙人（1981年、国際放送他）
- 大江戸捜査網（テレビ東京）
  - 第409話「新隠密登場 謎の慶長小判」（1981年） - 銀次 ※ピーチクのみ
  - 第486話「大奥の怪 美女殺人事件」（1981年） ※ピーチクのみ
- 西部警察 PART-II 第13話「俺の愛したマリア」（1982年） - オカマの情報屋 ※ピーチクのみ
- 西部警察 PART-III 第41話「幻のチャンピオン」（1984年） - キャバレー支配人 ※ピーチクのみ
- 新大江戸捜査網 第12話「さらば極道情け節」（1984年） - 唐辛子売り ※ピーチクのみ
- ただいま絶好調! 第9話「突撃!フォーカス」（1985年、テレビ朝日）※ピーチクのみ
- 告発弁護士シリーズ 弁護士猪狩文助（2002年、TBS）

### 映画
- 男はつらいよ フーテンの寅（1970年）
- 月光仮面（1981年）

## 弟子
- 星ルイス
- 晴乃チック・タック（タックは高松しげお）
- 晴乃ダイナ・ミック（ダイナは大阪で紙切りに転向、後に吉本の舞台で進行役などを務める）